# Shahrestān di Kalaleh
Lo shahrestān di Kalaleh (farsi شهرستان کلاله) è uno dei 14 shahrestān della provincia del Golestan, in Iran. Il capoluogo è Kalaleh. Lo shahrestān è suddiviso in 2 circoscrizioni (bakhsh): 
- Centrale (بخش مرکزی)
- Pish Kamar (بخش پیش‌کمر)